# Grčić (Ljubovija)
Grčić (Serbisches-kyrillisch: Грчић) ist ein Dorf im Westen Serbiens, nahe der Grenze zu Bosnien und Herzegowina. 

## Geographie und Bevölkerung
Das Dorf liegt in der Opština Ljubovija, im Okrug Mačva. Der Ort hatte bei der Volkszählung 2011 257 Einwohner, während es 2002 334 Einwohner waren. Nach den letzten drei Bevölkerungsstatistiken fällt die Einwohnerzahl von Grčić weiter. Die Bevölkerung bestand bei Volkszählung 2002 ausschließlich aus Serben. Das Dorf besteht aus 104 Haushalten.
Die Drina fließt westlich vom Dorf vorbei, sie bildet die Grenze zwischen Serbien und Bosnien und Herzegowina. Nördlich der Ortschaft fließt der Fluss Trešnjica. Das Dorf liegt südöstlich der Gemeindehauptstadt Ljubovija.

## Demographie
| Jahr | Einwohnerzahl |
| ---- | ------------- |
| 1948 | 874           |
| 1953 | 875           |
| 1961 | 817           |
| 1971 | 668           |
| 1981 | 545           |
| 1991 | 400           |
| 2002 | 334           |
| 2011 | 257           |

## Belege
- Knjiga 9, Stanovništvo, uporedni pregled broja stanovnika 1948, 1953, 1961, 1971, 1981, 1991, 2002, podaci po naseljima, Republički zavod za statistiku, Beograd, maj 2004, ISBN 86-84433-14-9
- Knjiga 1, Stanovništvo, nacionalna ili etnička pripadnost, podaci po naseljima, Republički zavod za statistiku, Beograd, Februar 2003, ISBN 86-84433-00-9
- Knjiga 2, Stanovništvo, pol i starost, podaci po naseljima, Republički zavod za statistiku, Beograd, Februar 2003, ISBN 86-84433-01-7